# Dida (bướm đêm)
Dida  là một chi bướm đêm thuộc họ Noctuidae.